# Lasiobelba heterosa
Lasiobelba heterosa är en kvalsterart som först beskrevs av Wallwork 1964.  Lasiobelba heterosa ingår i släktet Lasiobelba och familjen Oppiidae. Inga underarter finns listade i Catalogue of Life.